# Smiltene
Smiltene (en allemand : Smilten) est une ville en Lettonie. C'est le centre administratif de la municipalité de Smiltene (Smiltenes novads).
Jusqu'à la réforme territoriale de 2009, la commune faisait partie du rajons de Valka. 

## Géographie

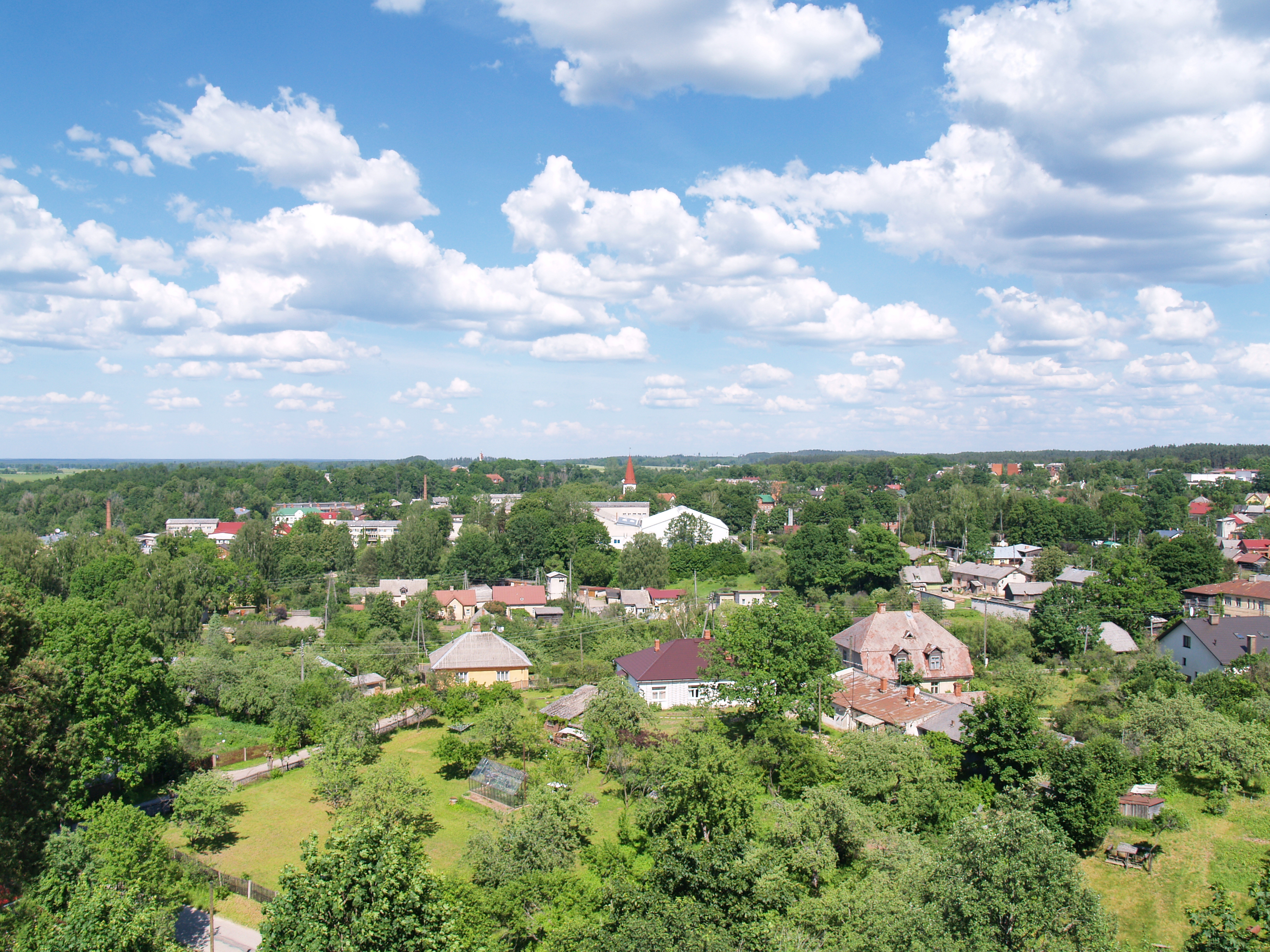
Panorama.

La commune se trouve dans la région historique de Vidzeme, à environ 45 kilomètres au sud de la frontière estonienne. Elle est traversée par un affluent gauche de la Gauja, l'Abuls, dont le barrage forme le lac artificiel Tepera ezers.

## Histoire
Au début du XIIe siècle, la région, ultérieurement peuplée par les Latgaliens, fut conquise par les chevaliers de l'ordre de Livonie. Le domaine faisait partie du territoire de l'archévêché de Riga et appartenait dès 1228 à la Confédération livonienne (Terra Mariana) incorporée dans l'État teutonique en 1237. Le château de Smiltene est mentionné pour la première fois dans les documents en 1359. En 1427, au-dessous de la forteresse se trouvait le campement de marchands qui, en 1523, a formé une bourgade. En 1556, Heinrich von Galen, maître de l'ordre Livonien, emprisonna l'archevêque de Riga, Guillaume de Brandebourg-Ansbach, dans le château de Smiltene pendant un an. 
Durant la guerre de Livonie, dans les années 1559-1560, la forteresse de Smiltene et la majeure partie de la ville ont été détruits par les forces du tsar Ivan le Terrible. Après la guerre, la région appartenait au 
duché de Livonie, un territoire vassal du grand-duché de Lituanie puis de la république des Deux Nations jusqu'à la fin de la guerre polono-suédoise, en 1629. Du temps de la Livonie suédoise, il s'y trouvait une école paroissiale ainsi qu'une entreprise de traitement des roches calcaires. Pendant la grande guerre du Nord le 9 aout 1702, l'armée russe a fait bruler l'église et le domaine de Smiltene. L'église a été reconstruite en 1708. La population a été réduite de moitié par la grande épidémie de peste de 1709-1711.

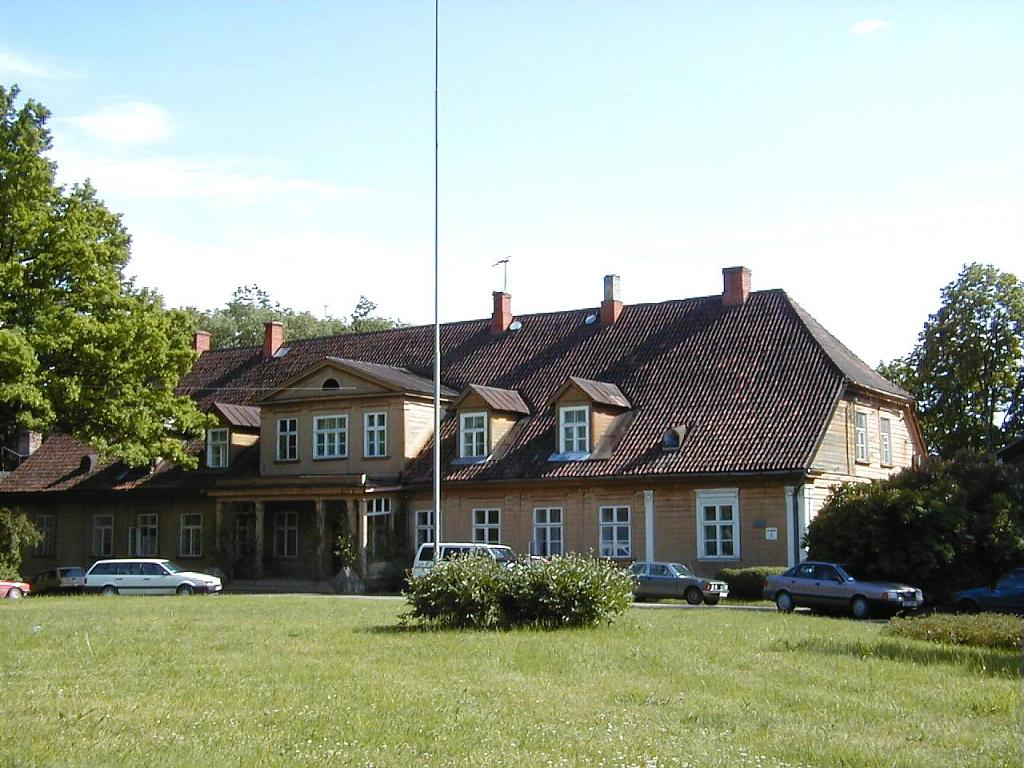
Manoir de Smiltene.

Sous l'Empire russe, l'impératrice Catherine II a offert le domaine à son général en chef Georges de Browne (1698-1792), nommé gouverneur de Livonie en 1762. En 1763-1771, celui-ci y a fait construire le manoir qui persiste de nos jours. Les héritiers von Browne ont vendu le tout au marchant de Riga J.S. Bandavs dont la famille y est restée presque cent ans. En 1893, le domaine fut acheté par Paul von Lieven (1875-1963) issu de la noblesse germano-balte. Les terres furent divisées en parcelles et louées aux habitants de la bourgade. En 1901, les von Lieven ont construit la centrale électrique au bord du lac Vidus dzirnavezers, en 1903, ils ont fondé un hôpital, la scierie et la centrale électrique à vapeur près du lac Tiltlejas. En 1911, avec leur contribution financière, on a pu construire la ligne de chemin de fer vers Valmiera, en 1913, la centrale hydroélectrique.
Après la guerre d'indépendance de la Lettonie, Smiltene a acquis le statut de ville en 1920. En 1935, on y comptait plus de 400 habitations, plusieurs commerces et usines, scieries et moulins. La ville a subi de grands dommages pendant la Seconde Guerre mondiale, près de 300 habitations ont été détruites. De 1950 à 1959, Smiltene était le centre administratif du rajons du même nom.

## Jumelages
La ville de Smiltene est jumelée avec :
| - Donnery (France) - Drohobytch (Ukraine) - Lviv (Ukraine) - Navapolatsk (Biélorussie) | - Pincara (Italie) - Písek (Tchéquie) - Porkhov (Russie) - Poustomyty (Ukraine) | - Rovigo (Italie) - Steinkjer (Norvège) - Wiesenbach (Allemagne) - Willich (Allemagne) |

## Personnalités
- Dainis Ozols (né en 1966), coureur cycliste ;
- Līna Mūze (née en 1992), athlète, spécialiste du lancer du javelot.